# South Hinksey
South Hinksey is een civil parish in het bestuurlijke gebied South Oxfordshire, in het Engelse graafschap Oxfordshire met 393 inwoners.